# Nahal Anava

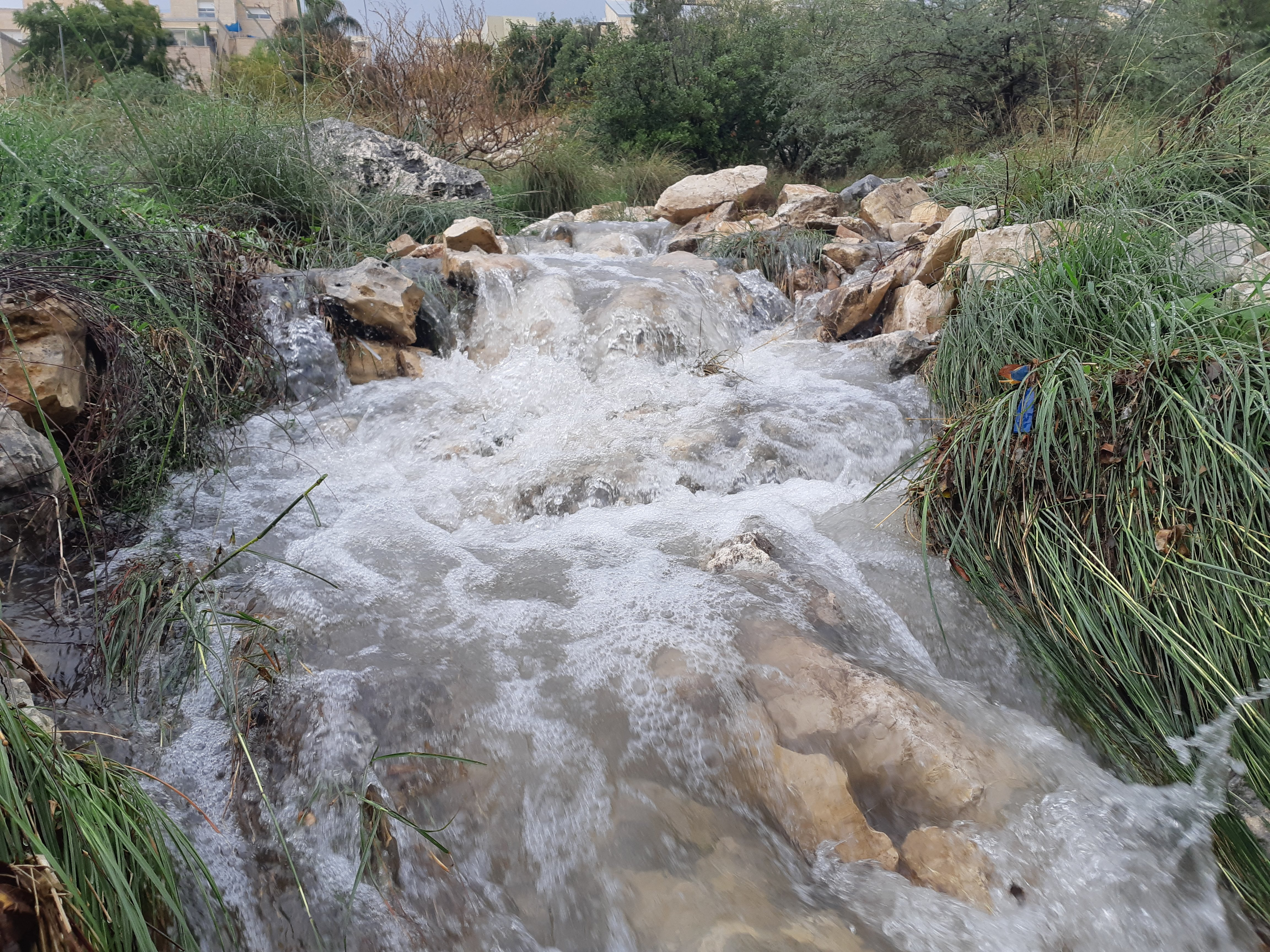

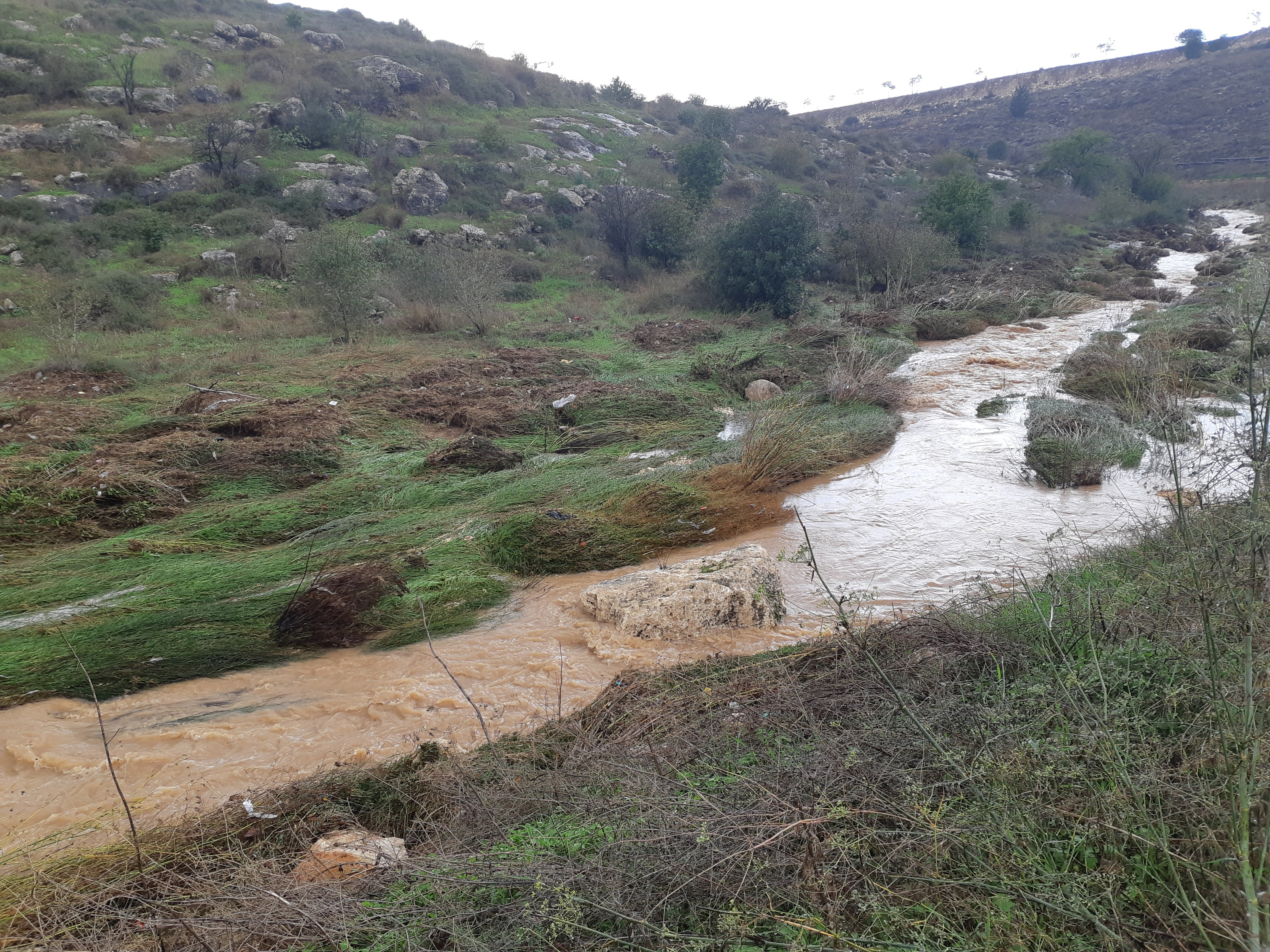
Nahal Anava laModiin în decembrie 2018

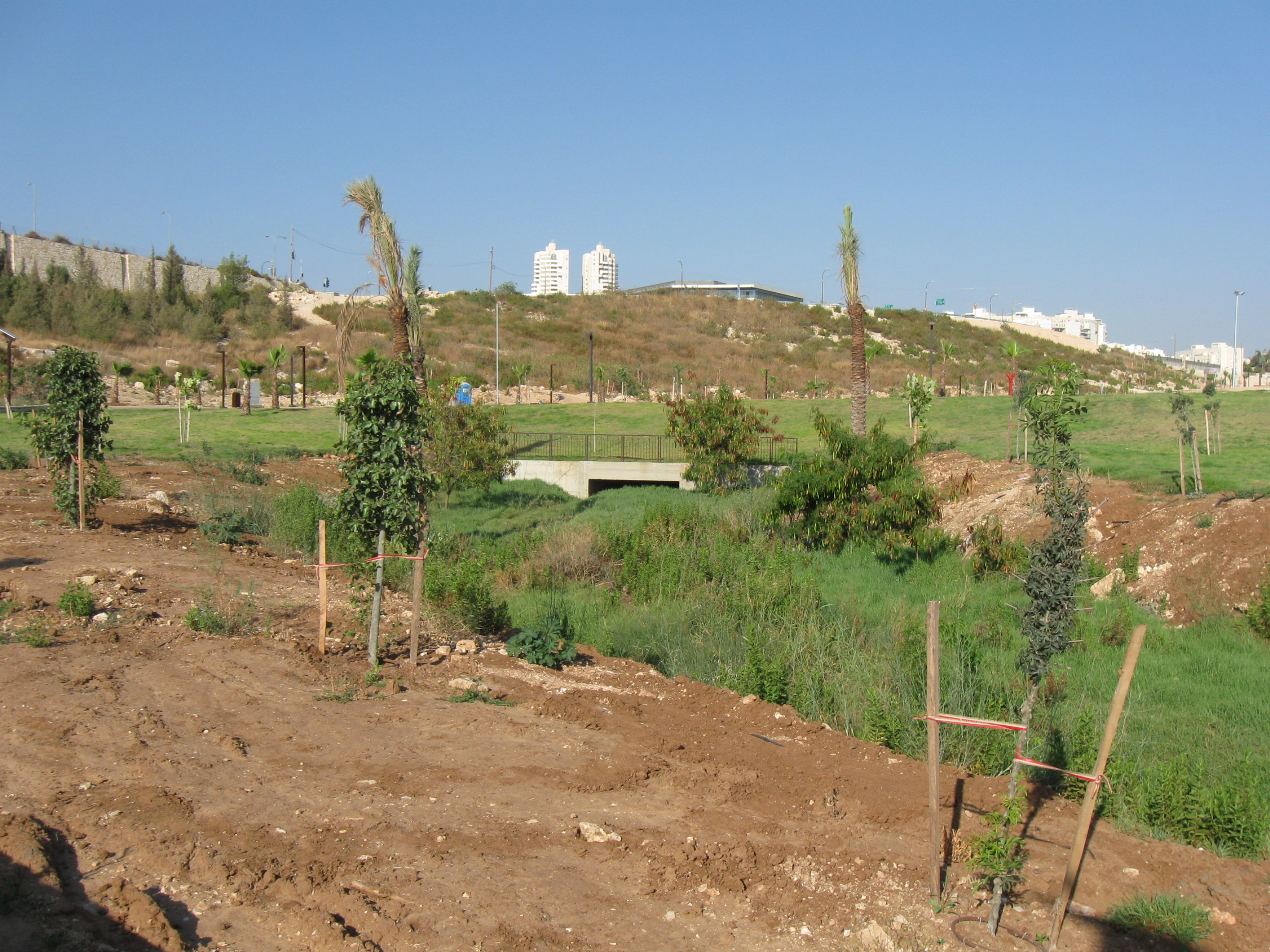
Parcul Anava la Modiin, ianuarie 2022

Nahal Anava (în ebraică:נַחַל עֲנָבֶּה, în arabă:Wadi Anabe)  este un râu sezonier din Israel, alimentat de ploile de iarnă, în zona dealurilor Modiyin. El izvorăște de la limita de nord-est a orașului Modiin-Maccabim-Reut, la capătul de vest al Parcului Anava, și se varsă în Nahal Ayalon, la 2 km est de moșavul Yad Rambam. De la numele lui el provine numele Parcului Anava din orașul Modiin-Maccabim-Reut.

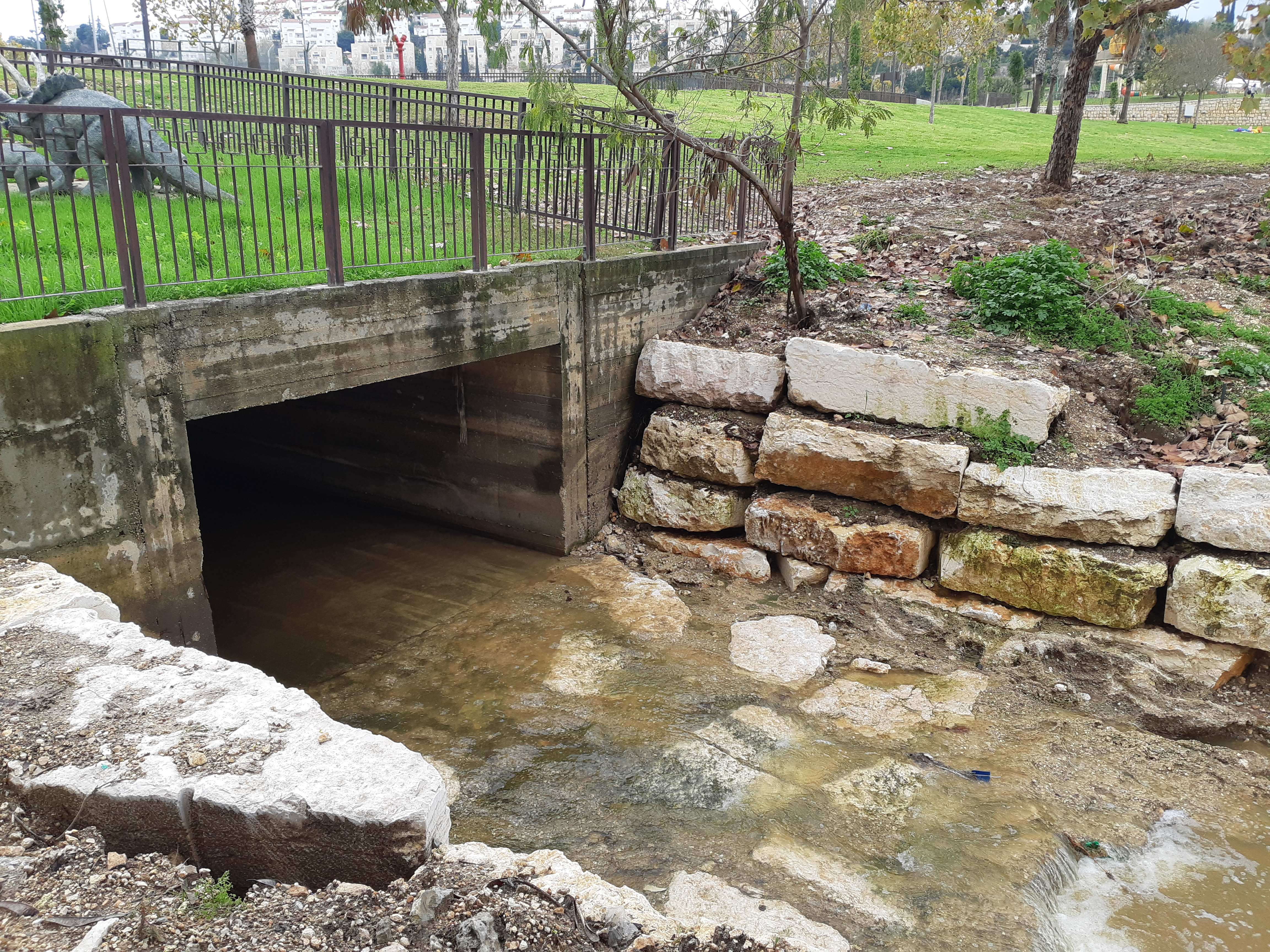
Nahal Anava ieșind din canalul subteran la Modiin

## Parcursul
Izvorul râului se află la nord de bariera Makabim pe Șoseaua 443, în apropiere de așezarea Kfar Ruth. El curge spre vest la limita ariei orașului Modiin-Maccabim-Reut și se îndreaptă spre sud la est de strada Yair Parag. De acolo o ia spre vest de-a lungul traseului unde s-a construit strada principală a orașului Modiin, strada Emek Hula. În sezonul ploilor apa curge în cea mai mare parte printr-un canal subteran sub această stradă. În continuare șerpuiește spre vest și trece pe sub un pod mare în perimetrul orașului. De acolo albia o ia spre nord vest și la un kilometru nord de Merkaz Einav se îndreaptă spre sud-vest și trece pe sub șoseaua 431.O parte din râu se varsă în lacul artificial Anava (Agam Anava) din Parcul Anava și cea mai mare parte a lui continuă în partea de sud a joncțiunii Anava și se varsă în râul Nahal Ayalon la 500 metri vest de joncțiune lângă localitatea Yad Rambam.
Peste Nahal Anava trec podurile Yehuda Makabi, Nofim-Moreshet și Sderot (Bulevardul) Ben Gurion.
De-a lungul râului s-a amenajat un traseu pentru biciclete și pentru drumeți (ex.între gara Modiin centru și gara Paatei Modiin)
În februarie se poate remarca în apropiere inflorirea anemonelor și a migdalilor.
Solurile tipice ale bazinului sunt terra rossa și rendzină pe roca de bază de cretă și calcar, care se caracterizează printr-o capacitate bună de infiltrare și alimentează acviferul montan.

## Istorie și arheologie
Râul se numește  Nahal Anava după o așezare evreiască antică Beit Anava care se afla în apropierea râului. Pe ruinele ei s-a aflat până în 1949 satul arab Einabe.
Denumirea Beit Anava figurează în Onomastikonul lui Eusebiu din Cezareea din secolul al IV-lea
„Un oraș pe care l-a cucerit Iosua. Astăzi este un sat, cu circa 4 mile la est care se numește (Iosua Navi 11, 21) Άνώβ adică Anav,sau Βητοαννάβ[α] (Vitoanavia) Beit Anava”
(Onomastikon al lui Eusebiu) 
În era bizantină este menționat pe Harta Madaba:
Anov este Beit Anava 
În 1552 o parte din veniturile satului Einabe erau donate instituției filantropice islamice Imara Al-'Amara, creată la Ierusalim de Hurrem Sultan, soția preferată a lui Soliman Magnificul.Din punct de vedere administrativ
satul aparținea plasei Ramle 
  
De o parte și alta a albiei râului se află un număr mare de cariere și cuptoare de var din era otomană, și a mandatului britanic, care au servit în trecut industria varului a așezărilor dimprejur
Lângă râu se află o poziție fortificată.

## Galerie

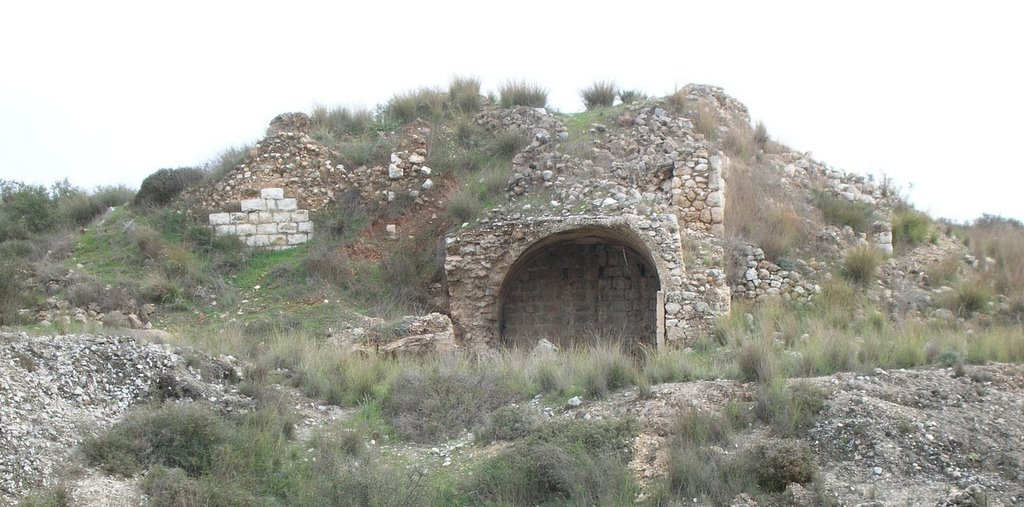
Nahal Anava - cuptor de var
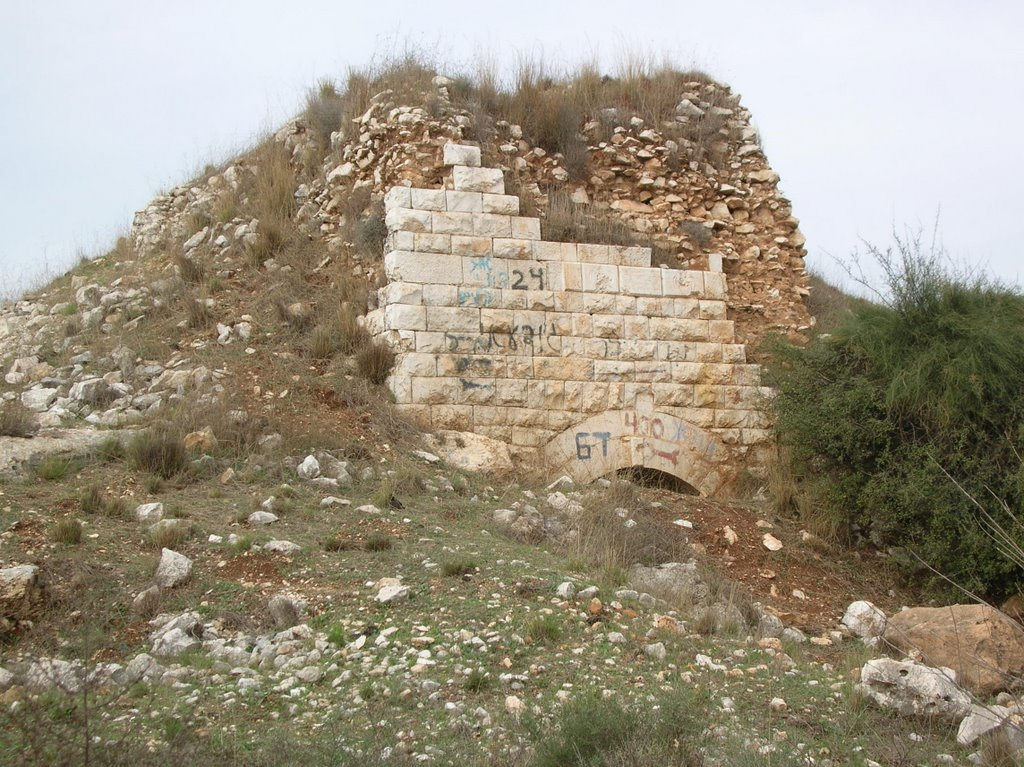
Nahal Anava - cuptor de var
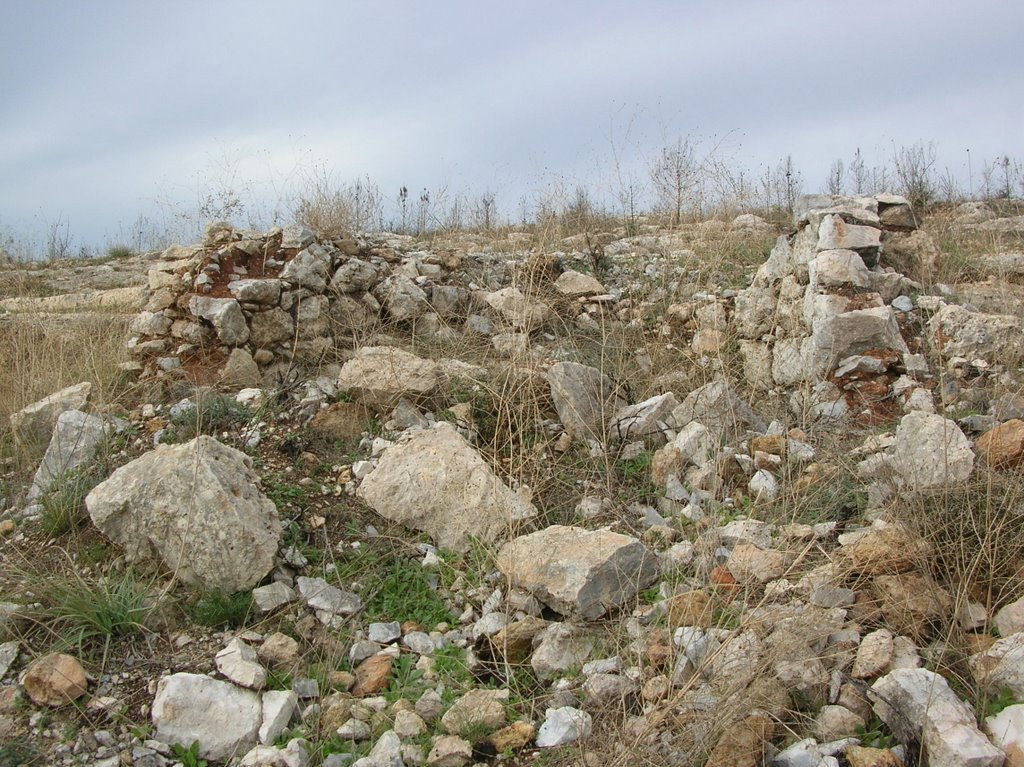
Nahal Anava - vechi cuptor de var
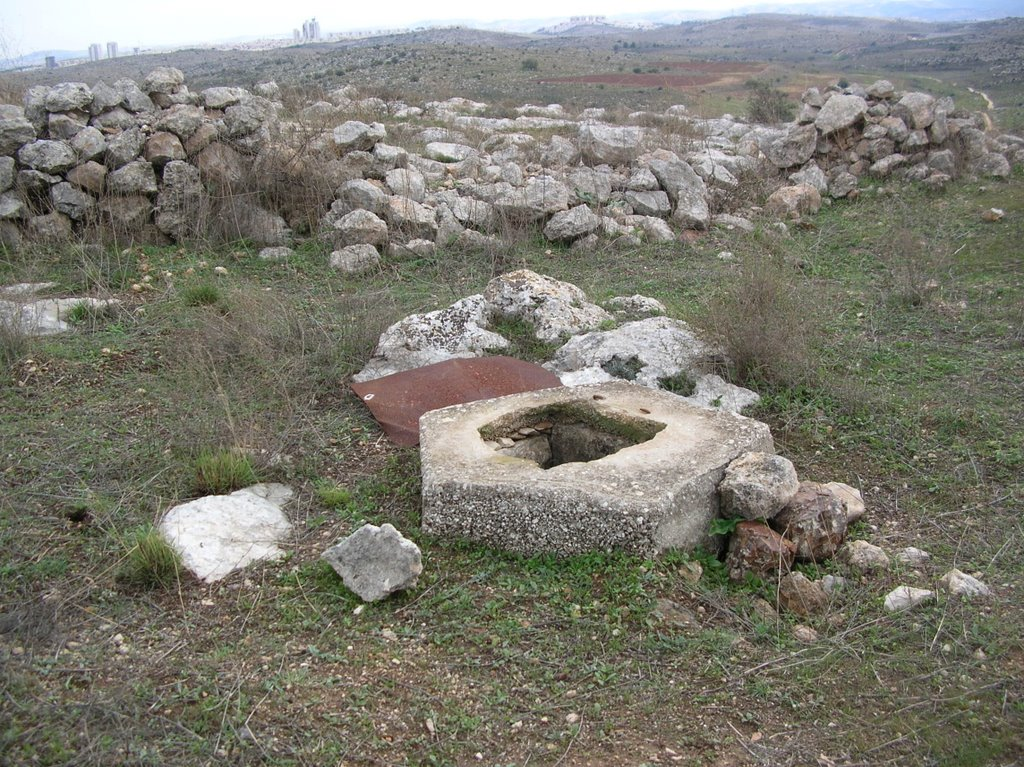
Cisternă de apă la Khirbet Beit Einabe (Beit Anava)